# Право на «лево»
«Право на „лево“» — французский киноальманах, состоящий из шести скетчей, режиссёрами которого выступили Эмманюэль Берко, Фред Кавайе, Александр Кортес, Жан Дюжарден, Мишель Хазанавичус, Эрик Лартиго, Жан Кунен и Жиль Лелуш. Фильм вышел на экраны 29 февраля 2012 года. Российская премьера состоялась 19 апреля.

## Создание
На этот раз у меня было много сомнений относительно сюжета, и я об этом говорил с самого начала. Они меня не послушали, и, несомненно, поступили верно. Но это отнюдь не та тема, с которой я бы смог легко работать. Я чувствую себя не в своей тарелке: я очень мало где-либо бываю, так как у меня четверо детей, и я люблю свою жену. Тем не менее, мне достался фильм, где речь шла про неудачника, который не способен изменить своей жене и мне это очень подходит! Все-таки, то, что я думаю о неверности, не помешало мне делать мою работу.

## Сюжет
Образы неверных мужей, представленные шестью режиссёрами.
Пролог
Фред и Грег, двое друзей, проводят вечера в кабаках, в поисках возлюбленных на одну ночь. И каждую ночь Грег пытается разобраться в причинах, которые побуждают его каждую ночь обманывать свою жену Стефани, которая на самом деле знает, что муж её обманывает. Фред оправдывается природной необходимостью «посмотреть чужие края». Когда Грег приходит к заключению, что единственный способ не рисковать быть застигнутым врасплох и не чувствовать себя виноватым это оставаться верным супругом, он начинает хохотать вместе с Фредом.
Бернард
Бернард снова в госпитале. Он в замешательстве. Бернард понадеялся на тактичность врача, но врач уже позвонил его жене и раскрыл его тайну: муж пострадал от защемления пениса его любовницей.
Конференция
Лоран застрял на конференции предприятия на несколько дней и решил воспользоваться этим: оказавшись вдали от своей жены, изменить ей. К его сожалению, все попытки соблазнить сослуживиц или администратора отеля завершаются мучительными неудачами, в то время как лучший менеджер предприятия находит девушку на ночь, пользуясь своей харизмой и несмотря на свои физические недостатки (он передвигается в инвалидном кресле). После того, как Лоран отказывается от идеи вызвать проститутку, он решает попробовать соблазнить Кристин, свою менее привлекательную коллегу, но снова он выставляет себя посмешищем и возвращается в свою комнату в одиночестве. Назавтра появляются слухи, что Лоран пытался ночью соблазнить свою коллегу. Лоран удовлетворен, потому что несмотря на слухи, он остался верен жене.
Лолита
Эрик, ортодонтист, влюбился в свою бывшую пациентку, 19-летнюю студентку Инес, изучающую современные языки и литературу. Она знакомит его со своими друзьями и притаскивает в университет, устраивает экзамены, проверяет посещаемость, как Джеймс, и проводит вечера в кабаках. Но Эрик мечтает о серьезных отношениях и налаживает их с молодой девушкой. В кабаке, в котором он видел ускользнувшую от него девушку,Эрик нервничает и начинает драку. Наконец он уходит и, подумав, возвращается к своей жене, не без гордости демонстрируя свои раны «после аварии».
Теобальд
Теобальд провел ночь с любовницей, но скоро объявляются жена и дети. Он выгоняет любовницу и быстро убирает квартиру, предвидя осложнения. В тот момент, когда жена входит в квартиру, Теобальд вдруг замечает щенка, с азартом жующего использованный презерватив. Неверный муж хватает щенка и выбрасывает в окно.
Вопрос
Франсуа и Лиза ужинают у своих лучших друзей — Бернарда и его жены, которая знает о неверности мужа. Как только жена Бернарда отходит от стола разговор друзей перетекает на последнее приключение Бернарда. По дороге домой Лиза невзначай просит мужа признаться, если он был ей неверен. Франсуа неуверенно соглашается и мало-помалу рассказывает ей об истории с одной женщиной. Приличная беседа превращается из игры в суровую правду. Наконец Лиза замечает, что его история не имеет значения, так как она также его обманывала. Тотчас же роли меняются, и Франсуа свирепеет. 
 Ночь проходит, и пара соглашается не вспоминать об этом, а жить дальше.
Симон
В разгар сеанса бондажа Симона с пожилой проституткой та теряет сознание от ударов хлыста. Неожиданно Симон оказывается застигнут врасплох своей женой и дочерью, которые внезапно вернулись домой.
Анонимные изменники
Несколько мужчин — Симон, Теобальд и Бернард (которых мы видели в предыдущих скетчах) оказываются на собрании «анонимных изменников», где Мари-Кристин, руководитель собрания, пытается отбить у них желание изменять и представить им правильный путь супружеской верности. Первый день занятий оказался последним, так как на следующее собрание никто не явился.
Лас Вегас
Фред и Грег решают до конца вести такой же образ жизни и отправляются на неделю в Лас Вегас, несмотря на протесты их жен. Первый вечер оказывается не очень удачным, когда Грег узнает, что жена его бросает. Он обвиняет Фреда в том, что тот втянул его в этот порочный круг неверности, называя это смелостью. Друзья дерутся и мирятся, решают извлечь максимальную пользу из своего второго вечера в Лас Вегасе. 
Под утро двое, после гомосексуальной близости, стоя на балконе и вкушая все великолепие Лас-Вегаса, решают не возвращаться в Париж.

## В ролях
| Актёр             | Роль                                     |
| ----------------- | ---------------------------------------- |
| Жан Дюжарден      | Фред / Оливье / Франсуа / Лоран / Джеймс |
| Жиль Лелуш        | Грег / Николас / Бернард / Антуан / Эрик |
| Лионель Абелански | руководитель семинара                    |
| Гийом Кане        | Теобальд                                 |
| Эрик де Монталье  | врач скорой помощи                       |
| Шарль Жерар       | Ришар                                    |
| Долли Голден      | любовница                                |
| Сандрин Киберлен  | Мари-Кристин                             |
| Катя Левкович     | мама Макса                               |
| Александра Лэми   | Лиза                                     |
| Эрик Массо        | официант                                 |
| Матильда Май      | Ариан                                    |
| Жеральдин Накаш   | Стефани                                  |
| Изабель Нанти     | Стефани                                  |
| Маева Паскали     | Натали                                   |
| Маню Пайе         | Симон                                    |
| Стефан Роке       | бедный сослуживец                        |
| Элен Сёзаре       | Изабель                                  |
| Антони Сониго     | Бенжи                                    |
| Анна Суарес       | Жюли                                     |